# バッドボーイズ (1995年の映画)
『バッドボーイズ』（Bad Boys）は、1995年のアメリカ合衆国のアクションコメディ映画。
それまでCMディレクターとして活躍していたマイケル・ベイの映画監督デビュー作である。マーティン・ローレンス、ウィル・スミスが主役を演じた。2003年には続編『バッドボーイズ2バッド』が公開され、それ以降もシリーズ化されている。
マイアミ市警で働く二人の黒人刑事の活躍を描く。

## ストーリー
マイアミ市警の麻薬特捜班に所属するマイク・ラーリーとマーカス・バーネットは、何者かによって警察の金庫から盗まれたマフィアから押収した1億ドル相当のヘロインの行方を捜査している。内部調査班は内部犯行ではないかと疑い、72時間以内に麻薬を回収しなければ署全体を閉鎖すると脅迫する。
マイクは密告屋の一人で、元恋人のマクシーン・"マックス"・ローガンに最近金持ちになった容疑者を探すよう依頼する。彼女は自分と親友のジュリー・モットを、元警官の詐欺師エディ・ドミンゲスに付き添いとして雇ってもらう。
パーティーは間もなく、ドミンゲスが率いるフランス人麻薬王のボス、フーシェとその子分のキャスパー、ファーガソン、ノアによって襲撃される。フーシェはドミンゲスとマックスを殺害し、ジュリーは逃げ出す。ジュリーとマックスを雇ったマダムはノアに殺され、マックスの死を調べていたマイクは殴り倒される。
必死で警察に電話するジュリーは、マダムとの手がかりを追っているマイクとだけ話したいと主張する。彼女がマイクに会ったことがないことを知るコンラッド・ハワード警部は、マーカスに無理やり彼になりきり、彼女と話をさせる。彼女のアパートで、マーカスとジュリーはフーシェの子分たちに襲われ、そのうちの1人をマーカスが射殺する。
マイクとの待ち合わせの際、マーカスとマイクはお互いになりきって、マイクはバーネット家に住むことにし、マーカスはジュリーと一緒にマイクの家に住むことにする。二人はジュリーの前で必死になりきり続けるが、やがてジュリーは秘密を知り始める。
ジュリーは顔写真を見て、ノアが子分の一人であることを突き止める。二人はノアのたまり場のひとつであるクラブ・ヘルへ行くが、彼女も二人に知られずに後を追う。発見されたマーカスは、トイレでキャスパーを気絶させる。ジュリーはフーシェを殺そうとするが、マーカスに止められる。
続くカーチェイスでマイクがノアを殺す。なんとか逃げ切った3人だったが、報道ヘリのカメラに映る。その後、マーカスの家族は、マーカスが「仕事でクリーブランドへ行く」との言い訳がバレていることを知る。
マイクとマーカスは旧知の密告屋ジョジョに会い、盗まれた麻薬を精製している医学生がどこにいるのかを知る。3人はマイクのアパートに戻るが、そこでマーカスの妻テレサが2人に詰め寄り、2人がお互いになりきっていたというジュリーの疑いを裏付ける。そこにフーシェ一味が現れ、ジュリーを誘拐する。
マイクとマーカスが所属する部署は内部調査班によって解体される。ハワードは異動を命じられたにもかかわらず、その指示を遅らせ、マイクとマーカスに事件解決のための猶予を与える。二人は警察のデータベースにアクセスし、秘書のフランシーヌがドミンゲスの元恋人であることを突き止める。彼女はフーシェとドミンゲスにヌード写真を撮られ、子供の学校に貼ると脅迫されていた。
マイク、マーカス、刑事のサンチェスとルイスは、マイアミ＝オーパ・ロッカ・エグゼクティブ空港に向かう。激しい銃撃戦の中、キャスパーやファーガソンを含むフーシェの残りの子分を殺し、ジュリーを救出する。逃走するフーシェを追い、彼の車をコンクリートバリアに押し込む。逃げようとするフーシェの足をマイクが撃ち抜き、銃を突きつけて逮捕する。
マーカスとの緊迫した会話の後、フーシェは密かに銃を抜くが、マーカスを殺す前にマイクに射殺され、マックスの仇を討つ。疲れ果てたマーカスはジュリーをマイクに託し、家族と会いたいと思って帰宅する。

## 登場人物・キャスト
マーカス・バーネット
演 - マーティン・ローレンス
本作の主人公でマイアミ刑事の腕利き警察でマイクとは「BADBOYS」としてタッグを組んでいる。ボクシングで憂さをはらしている。陽気で雑なところのある性格だが家族主義で争いを人一倍嫌っている。直情的なマイクとは度々衝突することがあるが、相性は抜群である。事件初日の夜、マイク宛に署に電話をかけてきたジュリーを繋ぎ止めるためにとっさに上司のハワード警部の命令でマイクの振りをする羽目になる。基本的に車の運転を任されているが少々下手。事件3日目に妻のテレサに事情を説明していなかったことからジュリーを浮気相手と誤解され、離婚を迫られた（直後にホテルのロビーで銃撃戦になったことで疑惑が晴れる）。
マイク・ラーリー
演 - ウィル・スミス
本作の主人公でマイアミ警察の腕利き刑事でマーカスとは「BADBOYS」としてタッグを組んでいる。自分の職務に誇りを持っているが、マーカスとは正反対にプレイボーイで直情的かつ好戦的な性格で、基本的に彼の暴走が原因で事態が悪化してしまう。また、マーカスとの正反対な性格から度々衝突するがパートナーシップは抜群でマーカスの人柄と正義感も認めている。事件初日の夜にマーカスがジュリーにマイクと間違われたことがきっかけで、マーカスの振りをする事になる。マーカスの一家とも仲が良い。自身の家族は幼いころに自分を残して全員他界している（その際に父親の財産を引き継いでいるため、マーカスと違い金持ち）。銃の腕も自他共に認めるほどで、100m以上離れたところから逃げるフーシェの足を撃ち抜いている。
ジュリー・モット
演 - ティア・レオーニ
本作のメインヒロイン。事件に巻き込まれる前はどこにでもいた民間人だったが、ヘロイン盗難が起きた翌日の夜に、マイアミ署から盗んだヘロインの1袋を失敬したドミンゲスとマックスがフーシェに殺害されたのを目撃したことでフーシェ一味に追われる身となってしまい、殺害された協力者の友人であったマイクに助けを求めて署に電話をかける。しかし、不在のマイクに代わり、マイクのふりをしたマーカスによってマイクの自宅に匿われる。非常に思いこみが激しい性格で、自身がいるだけで必ず銃撃戦やハプニングが起こるとマーカスに言われてしまう程、あたりかまわず場をひっかきまわすトラブルメイカー。事件から3日目、マイクとマーカスが互いの振りをしていることを知り、信用できなくなったと言ってマイクの自宅のあるホテルから飛び出そうとして、自身の居場所を知ったフーシェら一味に拉致されてしまう。ルークというペットを1匹飼っている。
フーシェ
演 - チェッキー・カリョ
マイアミを拠点にしている麻薬シンジゲートの密売人。取引相手にヘロインを売りさばいているが、アメリカから亡命するために自身が取引相手に売るはずだった1億ドル相当のヘロインをマイアミ署に押収されたために署内の構造に詳しかった元マイアミ市警（ジュリーの友人）の協力を得て強奪計画を実行した。しかし、強奪したヘロインを1袋失敬しようとした協力者の元マイアミ市警（同時に居合わせていたジュリーの女性友人）を殺害したところをジュリーに目撃され、証拠隠滅のためにジュリーを殺害しようと彼女を追いまわす。マイアミ港に停泊している偽装タンカーで麻薬の製法に詳しい大学生を使ってヘロインを製造していた。用済みになったり、役に立たなくなった仲間は躊躇することなく殺害するほど冷酷な性格の持ち主。護身銃として4連銃口のデリンジャーを隠し持っている。
コンラッド・ハワード警部
演 - ジョー・パントリアーノ
マーカスとマイクの上司でマイアミ市警麻薬取締班班長。事件発生以前から内部調査班や幹部会にマイアミ警察署の規模縮小の圧力をかけられていることに頭を抱えていた。また、今回の事件で事情が外部に漏れた場合、麻薬取締班を解体すると迫られたため、1億ドル相当のヘロイン押収を成功して見せたマーカスとマイクにヘロインの奪還及び犯人グループ全員逮捕の命を降した。ジュリーがフーシェ一味を目撃したことを知り、ジュリーを重要参考人としてマーカスとマイクに互いを互いがなりすまして保護し、捜査させるという妙案を打ち立てた。ジュリーが拉致された直後に強行手段を持ってジュリーを奪還するというマーカスとマイクを制止しようとする。しかし一方で、救助に向かった2人を支援するために自身の警察としての全てを賭けてマイアミの特殊警察部隊を派遣させるなど、2人に対して献身的な行動をとった。
アリソン・シンクレア警部
演 - マーグ・ヘルゲンバーガー
内部調査班の女性警部。気位の高い性格で内部犯行を疑い、ハワード警部と対立する。
サンチェス刑事
演 - ネスター・セラーノ
マーカス＆マイクと悪口を言いあうマイアミ警察の刑事。ジュリー救出の助けを求められ相棒ルイスと共に現場に行った。
ルイス刑事
演 - ジュリオ・オスカー・メチョソ
サンチェス刑事のパートナー。マーカス＆マイクと共に空港現場に向かう。
ジョジョ
演 - マイケル・インペリオリ
作中以前にマーカスとマイクに逮捕された過去を持つ元麻薬ブローカー。作中ではあらゆる犯罪から足を洗い、自ら開業したタイヤホイールショップで働いているが、未だにマイアミ市内の全ての麻薬密売ルート及び麻薬製造者・ブローカーの最新情報を持っている（そのため、未だに犯罪に手を染めているとマーカスとマイクから疑われている）。そのため、度々密告屋としての役割を持っているが、何故か知らないと言いふらし続けている。作中序盤と中盤に登場し、フーシェにヘロイン製造の協力をしている大学生の情報を2人に提供し、フーシェのアジトとなっている偽装タンカーの場所も教えた（その際、マイクに眉間に銃を突きつけられ、マーカスの口車に乗せられていた）。
フレッチャー
演 - ジョン・サリー
作中以前にマイアミ警察署のネットワークをハッキングしたためにマイアミの拘置所に入れられていた身長210cm台の黒人。視力が悪く、分厚いレンズの眼鏡をしている。ジュリーが拉致された後、署内に内通者がいると推測したマイクたちに協力の要請を受け、模範囚としての釈放と引き換えに協力しフーシェの内通者のあぶり出しに成功した。
因みに続編ではこの功績が称えられ、マイアミ市警の科学分析班の所員となって2人に協力している。
マックス・ローガン
演 - カレン・アレクサンダー
マイクの友人で密告屋の一人。

## 日本語吹替
| 役名                     | 俳優                         | 日本語吹替                   | 日本語吹替                                                       |
| 役名                     | 俳優                         | ソフト版                     | フジテレビ版                                                     |
| ------------------------ | ---------------------------- | ---------------------------- | ---------------------------------------------------------------- |
| マーカス・バーネット     | マーティン・ローレンス       | 山寺宏一                     | 神谷明                                                           |
| マイク・ラーリー         | ウィル・スミス               | 菅原正志                     | 大塚明夫                                                         |
| ジュリー・モット         | ティア・レオーニ             | 田中敦子                     | 小山茉美                                                         |
| テレサ・バーネット       | テレサ・ランドル             | 土井美加                     | さとうあい                                                       |
| フーシェ                 | チェッキー・カリョ           | 銀河万丈                     | 玄田哲章                                                         |
| ハワード警部             | ジョー・パントリアーノ       | 江原正士                     | 羽佐間道夫                                                       |
| アリソン・シンクレア警部 | マーグ・ヘルゲンバーガー     | 火野カチコ                   | 沢海陽子                                                         |
| サンチェス刑事           | ネスター・セラーノ           | 田中正彦                     | 堀之紀                                                           |
| ルイス刑事               | ジュリオ・オスカー・メチョソ | 相沢正輝                     | 梅津秀行                                                         |
| ジョジョ                 | マイケル・インペリオリ       | 後藤敦                       | 浪川大輔                                                         |
| チェット                 | サヴェリオ・ゲーラ           | 平田広明                     | 真地勇志                                                         |
| フランシン               | アナ・トムソン               | さとうあい                   |                                                                  |
| ファーガソン             | ヴィック・マニ               | 宝亀克寿                     | 広瀬正志                                                         |
| キャスパー               | フランク・ジョン・ヒューズ   | 大黒和広                     | 稲葉実                                                           |
| ノア・トラフィカンテ     | マーク・マコーレイ           | 中田和宏                     |                                                                  |
| エディ・ドミンゲス       | エマニュエル・ゼレブ         | 家中宏                       | 関俊彦                                                           |
| マックス・ローガン       | カレン・アレクサンダー       | 湯屋敦子                     | 金野恵子                                                         |
| ロイス・フィールズ       | ヘザー・デイヴィス           | 叶木翔子                     | 沢海陽子                                                         |
| フレッチャー             | ジョン・サリー               | 柳沢栄治                     | 小野健一                                                         |
| コンビニ店員             | ショーン・トーブ             | 家中宏                       | 田原アルノ                                                       |
| 役不明                   | N/A                          | 天田益男 津村まこと 深水由美 | 鈴鹿千春 広瀬正志 安井邦彦 喜田あゆ美 南杏子 江川央生 古田信幸   |
| 日本語版制作スタッフ     |                              |                              |                                                                  |
| 演出                     | N/A                          | 蕨南勝之                     | 岡本知                                                           |
| 翻訳                     | N/A                          | 松崎広幸                     | 松崎広幸                                                         |
| 調整                     | N/A                          | 金谷和美                     | 飯村靖雄                                                         |
| 制作                     | N/A                          | ACクリエイト                 | グロービジョン                                                   |
| 初回放送                 | N/A                          | N/A                          | 1999年9月11日 『ゴールデン洋画劇場』 （21:00-22:54） *正味約95分 |

## スタッフ
- 監督：マイケル・ベイ
- 製作：ドン・シンプソン、ジェリー・ブラッカイマー
- 原案：ジョージ・ギャロ
- 脚本：マイケル・バリー、ジム・マルホランド、ダグ・リチャードソン
- 音楽：マーク・マンシーナ
- 主題歌：ダイアナ・キング『シャイ・ガイ』

## 放映後の影響
マイケル・ベイ
監督のマイケル・ベイはこの作品で一躍有名になり、ハリウッドの有名監督として名を連ねることになる。「トランスフォーマー」でスティーヴン・スピルバーグとタッグを組むまでの12年間、自身の全ての監督作をドン・シンプソン（ドンとは「ザ・ロック」製作中に死別）とジェリー・ブラッカイマーのトリオで「ザ・ロック」や「アルマゲドン」などを手掛けていくことになる。
ウィル・スミスとマーティン・ローレンス
バッドボーイズで主演するまでの2人は共にコメディ色の強い役を演じてばかりだったため、この作品をきっかけに俳優としてのファンからのイメージが一変したという。特に放映後のウィルの場合はお茶らけキャラのイメージからこの作品を皮きりにファンからはクールガイとしてのキャラのイメージに一変しその後の主演作品でも終始クールな役を演じるようになったという。

## エピソード
バッドボーイズのエピソードは続編の「2バッド」のメイキングで話されていた。
- マイケル自身がバッドボーイズの全シナリオを手掛け、最初に完成した原稿案をジェリーとドンに提出したところ、恐ろしい形相で原稿を机にたたき落とされ「こんな内容はB級映画にもならない駄作だ！」と怒鳴られ、マイケルは悔し涙を流しながら完成案のシナリオを完成させた。このエピソードはマイケルにとって現在に至るまでの監督活動で最も忘れられない場面だったと話していた。
- コメディ映画で出演していたマーティンは、マイケルから「君をタフガイにしてやる」とオファーを貰った際、半分冗談で言っていると思い込んで承諾したことを打ち明かしている。
- 空港で燃えたドル紙幣が空中を舞うシーンは撮影陣が製作費用（低予算の映画なため）の関係上、実現が不可能だったがマイケルが小切手を切って燃やして空中に飛ばすドル紙幣（本物）を自腹で用意した。この行動は撮影陣を驚かせ、燃えたドル紙幣が爆発と一緒に舞うシーンの撮影開始直前にカチンコをした直後にカメラにでかでかと実際にマイケルの直筆の名前が書いていた小切手を映すといういたずらをした。
- 空港の格納庫の大爆発の映像は、そのシーンの撮影を行う直前の段階で中止になりかけるという事態が起きた。撮影直前はスコールの雲が近づきつつあった晴天で、当時ジェリーとドンは別の映画の撮影に出払っていたために、撮影をするしないの判断がマイケルと撮影スタッフのディレクターに委ねられていた。また、撮影スケジュールが押していたために爆発のシーンを撮ることが出来る日が撮影日の1日だけだった。ディレクターは即座に撮影中止を支持し、機材の片づけを命じたがマイケルはこれに対し「映画を成功させるために絶対必要なシーンなんだ」と猛烈に抗議し「もしこのシーンの撮影を終了するのなら僕は監督をしない」と荷物を纏めて帰ろうとする行動をとった。さすがにディレクターらもマイケルの行動に完敗し、撮影が実現したという。
- 映画の監督の間では「監督刑務所」という単語が存在し、デビュー作で興行上等の視点でコケてしまった監督にはその後一切の映画のオファーが来ないという過酷な法則が確立していることをマイケルはコメントしている。まさにマイケルにとっては一生で最初で最後の賭けであったことを打ち明かしている。